# Heterophrynus boterorum
Espèce
Heterophrynus boterorum est une espèce d'amblypyges de la famille des Phrynidae.

## Distribution
Cette espèce est endémique du département de Tolima en Colombie. Elle se rencontre vers Ibagué.

## Description
Le mâle holotype mesure 24,2 mm et la femelle paratype 23,0 mm.

## Étymologie
Cette espèce est nommée en l'honneur de Ricardo Botero-Trujillo et de Juan Pablo Botero.

## Publication originale
- Giupponi & Kury, 2013 : Two new species of Heterophrynus Pocock, 1894 from Colombia with distribution notes and a new synonymy (Arachnida: Amblypygi: Phrynidae). Zootaxa, no 3647 (2), p. 329–342.